# Acueducto del mesencéfalo
El acueducto del mesencéfalo, acueducto cerebral o, tradicionalmente, acueducto de Silvio es el nombre que recibe en anatomía humana el conducto comunicante entre el tercer y cuarto ventrículo, por donde circula líquido cefalorraquídeo. Se ubica posterior al puente, y más caudal, entre el bulbo raquídeo y el cerebelo.
En la nomenclatura anatómica actual (Terminología Anatómica), recibe el nombre de acueducto del mesencéfalo o acueducto cerebral, por lo que el nombre antiguo «acueducto de Silvio» se considera obsoleto.